# 沖縄交通
株式会社沖縄交通（おきなわこうつう）は、沖縄県那覇市安謝（あじゃ）にあるタクシー・ハイヤーを運行する、一般乗用旅客自動車運送事業を行う企業である。

## 沿革
- 1974年12月 - 設立。
- 2003年8月 - 介護保険事業の指定を受け、「おでかけGO」（沖縄交通の商標登録）の名称で福祉タクシーを運行開始。
- 2004年6月 - 運転代行サービスを開始。
- 2007年4月 - グループ会社の泉交通株式会社と株式会社丸真ハイヤーを吸収合併した。
- 2008年4月 - 全国子育てタクシー協会に加盟し子育てタクシー運行開始。
- 2010年11月 - デジタルGPS無線導入。

## 営業所
株式会社沖縄交通
- 本社（那覇市字安謝）
- 港川営業所（浦添市字港川）